# Monira Rahman
Monira Rahman, née en 1966, a fondé Acid Survivors Foundation (en) (survivants des attaques à l'acide), une organisation bangladaise consacrée à la sensibilisation et la lutte contre les attaques acides. On lui a accordé le prix des droits de l'homme de la section allemande d'Amnesty International en 2005. Sa fondation avait pu réduire d'environ 40 % le nombre d'attaques acides depuis 2003.